# Paisjusz (Gheorghe)
Paisjusz, imię świeckie Ion Gheorghe (ur. 24 października 1971) – biskup Rumuńskiego Kościoła Prawosławnego, od 2006 wikariusz archieparchii Timișoary z tytułem biskupa lugojańskiego. 

## Życiorys
Święcenia diakonatu przyjął 6 sierpnia 1999, a prezbiteratu dzień później. Chirotonię biskupią otrzymał 9 lutego 2006.